# Old Star
Old Star sedamnaesti je studijski album norveškog black metal-sastava Darkthrone. Diskografska kuća Peaceville Records objavila ga je 31. svibnja 2019.

## Popis pjesama
Tekstovi: Fenriz. 
| 1.    | »I Muffle Your Inner Choir«  | Nocturno Culto | 6:26 |
| 2.    | »The Hardship of the Scots«  | Fenriz         | 7:36 |
| 3.    | »Old Star«                   | Nocturno Culto | 4:28 |
| 4.    | »Alp Man«                    | Fenriz         | 5:27 |
| 5.    | »Duke of Gloat«              | Nocturno Culto | 6:49 |
| 6.    | »The Key Is Inside the Wall« | Fenriz         | 7:24 |
| 38:10 |                              |                |      |

## Recenzije
| Zbirne ocjene   | Zbirne ocjene |
| Izvor           | Ocjena        |
| --------------- | ------------- |
| Metacritic      | 83/100        |
| Recenzije       |               |
| Izvor           | Ocjena        |
| Exclaim!        | 8/10          |
| Metal Hammer    | [ 7 ]         |
| Metal Injection | 8/10          |
| Pitchfork       | 7,8/10        |

Old Star dobio je uglavnom pozitivne kritike. Brayden Turenne dao mu je osam bodova od njih deset u recenziji za časopis Exclaim! i zaključio je: „Old Star zvuči jednako toliko novo koliko zvuči kao da je proizašao iz neke druge epohe; time nas podsjeća da se žanrovi i scene mijenjaju, ali rif živi vječno.” Jednaku mu je ocjenu dao i Chad Bowar u recenziji za Metal Injection; izjavio je: „[S obzirom na to da je na albumu] šest pjesama koje zajedno traju manje od 40 minuta, Darkthrone se ne zadržava dulje od predviđenog, ali tih šest pjesama koje je [sastav] napisao odlikuju se izdržljivošću. Kvaliteta prožima cijeli album, pretposljednja skladba 'Duke of Gloat' podsjeća na slavna vremena black metala, a posljednja pjesma 'The Key Is Inside the Wall' spaja rifove doom [metala] s elementima panka. Kao što je slučaj s ostatkom albuma, ritmovi se izmjenjuju po brzini, a rifovi se nikad ne ublažavaju.”
U recenziji za Pitchfork Kim Kelly dala mu je 7,8 bodova od njih deset i napisala je: „Ovaj novi album ispunjuje očekivanja obožavatelja novijih radova ove skupine (dakle, od 2006. nadalje), ali postoji kvaka – na pjesme su iznimno utjecali tradicionalni doom metal-sastavi poput Candlemassa i Solitude Aeturnusa. Darkthrone se i dalje čvrsto drži heavy metala (uz prstohvat panka), ali zasigurno ne može odoljeti staromodnu sumornu ozračju.” Alice Pattillo dala mu je četiri i pol zvjezdice od njih pet u recenziji za Metal Hammer i zaključila je: „Iako su [članovi sastava] sad doista 'stare zvijezde', i dalje jarko gore i čuvaju tu izvanrednu svjetlost koja nas je prije tri desetljeća privukla k njima. Jedina zamjerka? Nikad nam je nije dosta...”

## Zasluge
| Darkthrone - Nocturno Culto – vokali, gitara, bas-gitara, inženjer zvuka, produkcija - Gylve Fenris "More Claypool" Nagell – bubnjevi | Ostalo osoblje - Sanford Parker – miksanje - Jack Control – mastering - Chadwick St. John – naslovnica - Matthew Vickerstaff – omot albuma |

## Ljestvice
| Ljestvica (2019.)             | Najviša pozicija |
| ----------------------------- | ---------------- |
| Belgija (Ultratop, Flandrija) | 110.             |
| Belgija (Ultratop, Valonija)  | 146.             |
| Finska                        | 10.              |
| Francuska                     | 171.             |
| Njemačka                      | 27.              |
| Norveška                      | 18.              |
| Škotska                       | 24.              |
| Švedska                       | 43.              |